# Yeelen Olympique
El Yeelen Olympique es un equipo de fútbol de Malí que juega en la Primera División de Malí, la primera categoría nacional.

## Historia
Fue fundado en agosto de 2003 en la capital Bamako con el objetivo de desarrollar futbolistas jóvenes mientras éstos estudian.
En la temporada 2019/20 el club hace su debut en la Primera División de Malí donde da la sorpresa y termina en segundo lugar, obteniendo la clasificación a la Copa Confederación de la CAF 2020-21 donde fue eliminado en la ronda preliminar por el US GN de Níger.

## Palmarés
- Malian Championnat D2 (1): 2017-18
- Malian Championnat D3 (1): 2006-07

## Participación en competiciones de la CAF
| Temporada | Torneo                | Ronda      | Club  | Casa | Visita | Global |
| --------- | --------------------- | ---------- | ----- | ---- | ------ | ------ |
| 2020-21   | CAF Confederation Cup | Preliminar | US GN | 0–1  | 1–1    | 1–2    |

## Jugadores

### Jugadores destacados
- Moussa Djenepo
- Adama Niane
- Youba Diarra
- Ousmane Diakite
- Falaye Sacko